# 이소희 (배드민턴 선수)
이소희(李紹希, 1994년 6월 14일~)는 대한민국의 배드민턴 선수이다. 2024년 기준 백하나(MG새마을금고)선수와 함께 여자복식 세계랭킹 2위를 유지중이다.

## 학력
- 반천초등학교 (졸업)[2]
- 범서중학교 (졸업)[3]
- 범서고등학교 (졸업)
- 건국대학교 체육교육과